# Arsenium
Arsenium (* 22. Juli 1983 in Chișinău, Moldauische SSR; eigentlich Arsenie Todiraș; kyrillisch Арсение Тодираш) ist ein moldauischer Popsänger.

## Werdegang
Todiraș hatte erste Auftritte als Kontrabassist mit der Gruppe Stejari („Eichen“), als 17-Jähriger nahm er Gesangsstunden. Über seine Gesangslehrerin lernte er schließlich Dan Bălan kennen und bildete später mit diesem und Radu Sîrbu die Boygroup O-Zone, die zunächst in ihrer Heimat und im benachbarten Rumänien Erfolge feierte. Mit der Single Dragostea din tei gelang der Band im Sommer 2004 ein internationaler Nummer-eins-Hit; es folgte der Top-Ten-Hit Despre tine.
Nachdem O-Zone im Frühjahr 2005 ihre Trennung bekannt gegeben hatten, startete Todiraș unter dem Künstlernamen Arsenium seine Solokarriere. Dan Bălan macht seit Oktober 2007 unter dem Künstlernamen Crazy Loop weiter.
Mit seiner ersten Single Love Me …, Love Me …, die Anleihen aus dem russischen Volkslied Kalinka nimmt, erreichte Arsenium im Juni die deutschen Charts. Todiraș belegte beim Eurovision Song Contest 2006 in Athen zusammen mit Natalia Gordienco und dem Song Loca für Moldau Platz 20. In Rumänien erreichte der Titel Platz vier der Hitparaden. Seit August 2008 hat der Sänger einen Plattenvertrag bei Sony BMG.

## Diskografie

### Alben
- 2006: Loca
- 2007: Professional Heartbreakers
- 2008: Wake Up
- 2010: Remember Me
- 2010: Erase It
- 2010: Буду рядом
- 2011: My Heart
- 2012: Iʼm Giving Up
- 2014: Porque te amo feat. Sati Kazanova (GlobalRockstar)
- 2016: Только с тобой (What Is Love)

### Singles
- 2005: Love Me …, Love Me …
- 2008: Rumadai
- 2009: Minimum (nur in Moldau veröffentlicht)